# Gofa Zuria
« Oyda (woreda) » redirige ici. Pour les autres significations, voir Oyda.
Gofa Zuria est un ancien woreda de la zone Semien Omo de la région des nations, nationalités et peuples du Sud, en Éthiopie. Sa principale agglomération est Sawla.
Rattaché à la zone Gamo Gofa vers 2000, l'ancien district se subdivise dès 2007 entre Oyda, Demba Gofa, Geze Gofa et Sawla. Ces quatre districts se rattachent à la zone Gofa à la fin des années 2010 et à la région Éthiopie du Sud en 2023.

## Situation
Sawla se trouve environ 500 km au sud d'Addis-Abeba.
Gofa Zuria était dès le départ limitrophe de la zone Debub Omo au sud de la zone Semien Omo. Après la dissolution de Semien Omo, il se retrouve de plus limitrophe du woreda spécial Basketo au sud-ouest et de la zone Dawro au nord. 
| Melekoza | Loma Bosa        | Kucha |
| Basketo  | Gofa Zuria       | Zala  |
| Gelila   | Uba Debre Tsehay |       |

## Population et subdivisions
Gofa Zuria comptait 166 050 habitants en 1994 dont 11 % de citadins. Environ 80 % des habitants étaient des Gofa, 8 % des Oyda, 5 % des Amharas, 2 % des Aari et 1 % des Basketo. Le gofa était la langue maternelle pour 93 % des habitants, l'amharique pour 3 %, suivis par l'oyda, l'aari et le basketo[réf. souhaitée].
Le recensement national de 2007 fait état dans le même périmètre de quatre districts appelés Ayda, Denibu Gofa, Gezegofa et Sawula,, également connus sous les noms d'Oyda, Demba Gofa, Geze Gofa et Sawla.
Sawla est dès 2007 un district urbain distinct enclavé dans Demba Gofa. Bulki qui est le chef-lieu de Geze Gofa en 2007 s'en détachera ultérieurement d'où un cinquième woreda dans le même périmètre.
| Woreda                    | Population 2007 | Superficie 2007 | Population estimée en 2022, |
| ------------------------- | --------------- | --------------- | --------------------------- |
| Oyda ou Ayida             | 33 310          | 175 km2         | 43 329                      |
| Demba Gofa ou Denibu Gofa | 81 165          | 796 km2         | 105 580                     |
| Geze Gofa ou Gezegofa     | 68 650          | 527 km2         | 97 282                      |
| Sawla ou Sawula           | 22 704          | 16,7 km2        | 61 037                      |